# Brunjord
Brunjord er velegnet til dyrkning i landbruget pga. den gode gennemluftning og det høje næringsstofindhold.
| Geografi/geologi | Spire Denne artikel om geografi er en spire som bør udbygges. Du er velkommen til at hjælpe Wikipedia ved at udvide den. |